# Cesare Brambilla
Cesare Brambilla (né le 3 mai 1885 et mort le 3 mars 1954) est un coureur cycliste italien. Professionnel de 1905 à 1909, Cesare Brambilla a remporté le Tour de Lombardie 1906.

## Biographie
Cesare Brambilla remporte en 1902 le championnat d'Italie de vitesse. Il est professionnel de 1905 à 1909. Son principal succès est sa victoire dans le Tour de Lombardie 1906 devant les champions Carlo Galetti et Luigi Ganna. Son neveu Pierre Brambilla est également cycliste professionnel et termine 3e du Tour de France 1947.

## Palmarès
- 1906
  - Tour de Lombardie

### Résultat sur le Tour de France
- 1909 : abandon lors de la 3e étape